# تیوادار
تیوادار (به مجاری:  Tivadar) یک منطقهٔ مسکونی در مجارستان است که در سابولچ-ساتمار-برگ واقع شده‌است. تیوادار ۴٫۸۰ کیلومتر مربع مساحت و ۲۲۸ نفر جمعیت دارد.